# 陣中倶楽部
『陣中倶楽部』（じんちゅうくらぶ）は、1939年（昭和14年）から1944年（昭和19年）にかけて大日本帝国陸軍（陸軍恤兵部）が発行していた、兵士向けの慰問雑誌。

## 概要
元々帝国陸軍では、1932年（昭和7年）頃より『恤兵』（じゅっぺい）という兵士向けの雑誌を不定期に発行していたが、さらなる内容の充実を図る目的で、当時の大日本雄辯會講談社に編集を委託することを決定。同時に誌名を変更することになり、1939年5月発行の通巻第42号より『陣中倶楽部』と誌名を改め、刊行ペースも月刊となった。講談社が編集委託先に選ばれた背景には、満洲事変直後の1931年（昭和6年）頃から、主に『少年倶楽部』編集部と陸軍省徴募課が月1回程度のペースで定期的に懇談会を行っていたことがあり、陸軍側では「国内の出版部数の7割を占める講談社と手を握れば、大衆宣伝はうまくいく」との考えからパイプの強化を図っていたという。
ちなみに同日には、同じく陸軍から『兵隊』という誌名の慰問雑誌が創刊されているが、両誌は同じ陸軍とはいえ発行母体が異なることに加え（『陣中倶楽部』は恤兵部、『兵隊』は南支派遣軍報道部）、内容面でも『陣中倶楽部』が娯楽雑誌的な内容だったのに対し、『兵隊』は兵士の投稿作品（小説、詩、短歌、俳句等）を中心に構成されていたという違いがある。
発行部数は海軍の『戦線文庫』に比べるとかなり少なかったようで、「最初7万7千部刷ったが、その後は増えることもなかった」という。これについては、『戦線文庫』が兵士個人に配布することを目指したのに対し、『陣中倶楽部』は各部隊単位で配布され部隊内で回し読むことを想定していたためではないかという説が有力で、保阪正康は 「（海軍に比べ）数が少ないのは、部隊の"図書室"に送られていたからではないか」と推測している。また、『戦線文庫』には一般向けの「銃後版」が存在したのに対し、『陣中倶楽部』は一般への販売は行われなかった。
編集予算もかなり限られていたらしく、関係者によれば「編集費は3千円」しかなく、掲載する小説についても新規の執筆依頼が困難なため「（講談社）社内の各編集部でストックになっている小説類を出してもらい、それに手を入れて一応だれが見ても面白いものにする」といった苦労を重ねたという。
太平洋戦争末期の1944年になると物資不足により多くの雑誌がページを大幅に減らしていたが、軍向けの雑誌ということもあって最終号でも154ページと、当時としては非常に多いページ数を確保していた。しかし同年11月の通巻106号を以て廃刊となった。
現在は講談社にて合本が保存されているが、復刻等は行われていない。国立国会図書館にも所蔵されていないため「幻の慰問雑誌」とも呼ばれる。